# RARDEN
L'L21A1 RARDEN è un Cannone automatico inglese da 30 mm usato come arma per veicolo da combattimento. Il nome è la contrazione di Royal Armament, Research and Development Establishment and Enfield. Il "Royal Armament Research and Development Establishment" (RARDE) e la "Royal Small Arms Factory" (RSAF) di Enfield, a loro volta sono entrambi dipendenti dal Ministero della difesa britannico.

## Progetto
Il cannone usa un dispositivo atto a minimizzare al massimo il rinculo, condizione fondamentale per montare l'arma su di un veicolo. I gas esausti vengono espulsi sul davanti, senza che entrino nella torretta. Il dispositivo è stato anche progettato per ridurre la lunghezza della parte di canna interna alla torretta, in modo da lasciare più spazio agli occupanti.
Il proiettile usato è lungo 170mm, ed è basato sull'Hispano-Suiza 831-L. 
A differenza del sistema di alimentazione a nastro, usato sulla maggior parte dei cannoni montati su veicoli, il RARDEN dev'essere caricato manualmente mediante cartucce da tre colpi. Ciò limita la possibilità di fuoco automatico a 6 colpi. Il cannone RARDEN ha però il vantaggio di non richiedere una fonte di potenza esterna e quindi può continuare a funzionare anche se il veicolo è fuori uso.

## Fabbricazione
RSAF Enfield ha prodotto il cannone RARDEN dall'inizio degli anni '70 del XX secolo. Tuttavia dopo la privatizzazione e la chiusura del RSAF del 1988, la produzione del RARDEN è stata spostata agli arsenali di Nottingham.

## Servizio
Il RARDEN è, o è stato, montato su numerosi veicoli armati del British Army:
- FV721 Fox autoblindo
- FV107 Scimitar veicolo cingolato da ricognizione
- Sabre — FV101 Scorpion carri armati leggeri
- FV510 Warrior veicolo da combattimento della fanteria e sue varianti

Il RARDEN può anche essere utilizzato per armare l'FV432, veicolo trasporto truppe, ma quando questi viene armato colla torretta del cannone, riduce il numero di fanti trasportabili. 13 veicoli sono stati adattati con la torretta del Fox, come veicolo sperimentale e sono stati schierati con la Berlin Brigade americana, ma si sono riscontrati problemi.

## Rimpiazzamento
Nel marzo del 2008, il Ministero della difesa inglese ha annunciato che un'arma da 40mm in grado di utilizzare munizioni telescopiche, sviluppata dall'azienda Anglo-Francese CTA International era stata selezionata per rimpiazzare i RARDEN sui Warrior IFV e per essere utilizzati sui veicoli da ricognizione del progetto "Future Rapid Effect System" che dovrebbero rimpiazzare quelli oggi esistenti.